# Proctacanthella taina
Proctacanthella taina är en tvåvingeart som beskrevs av Scarbrough och Perez-gelabert 2006. Proctacanthella taina ingår i släktet Proctacanthella och familjen rovflugor. Inga underarter finns listade i Catalogue of Life.